# Raymond Delisle
Raymond Delisle (Ancteville, 11 de março de 1943 - Hébécrevon, 11 de agosto de 2013) foi um ciclista francês, profissional entre 1965 e 1977, cujos maiores sucessos desportivos conseguiu-os no Tour de France onde obteve duas vitórias de etapa e na Volta a Espanha onde conseguiu uma vitória de etapa.

## Palmarés
| 1963 - 1 etapa da Estrada de France 1969 - 1 etapa no Tour de France - Campeão da França de ciclismo de estrada - Grande Prêmio de Antibes - Troféu dos Escaladores 1970 - 1 etapa na Dauphiné Libéré 1972 - 1 etapa no Tour de Romandia - 1 etapa da Semana Catalã 1973 - 1 etapa da Semana Catalã | 1974 - 1 etapa na Volta a Espanha 1975 - 2 etapas na Paris-Nice - Tour de Haut-Var - Génova-Nice 1976 - 1 etapa no Tour de France e Prêmio da Combatividade 1977 - Troféu dos Escaladores |